# US Sandweiler
US Sandweiler is een Luxemburgse voetbalclub uit Sandweiler. De club is opgericht in 1937. De thuiswedstrijden worden gespeeld in het Stade Norbert Hübsch. De standaardelftal speelt in de amateurreeksen, maar het kwam tussen 2013 en 2019 uit in de Éirepromotioun. De traditionele kleur is rood.